# Stephanos (Bischofskrone)

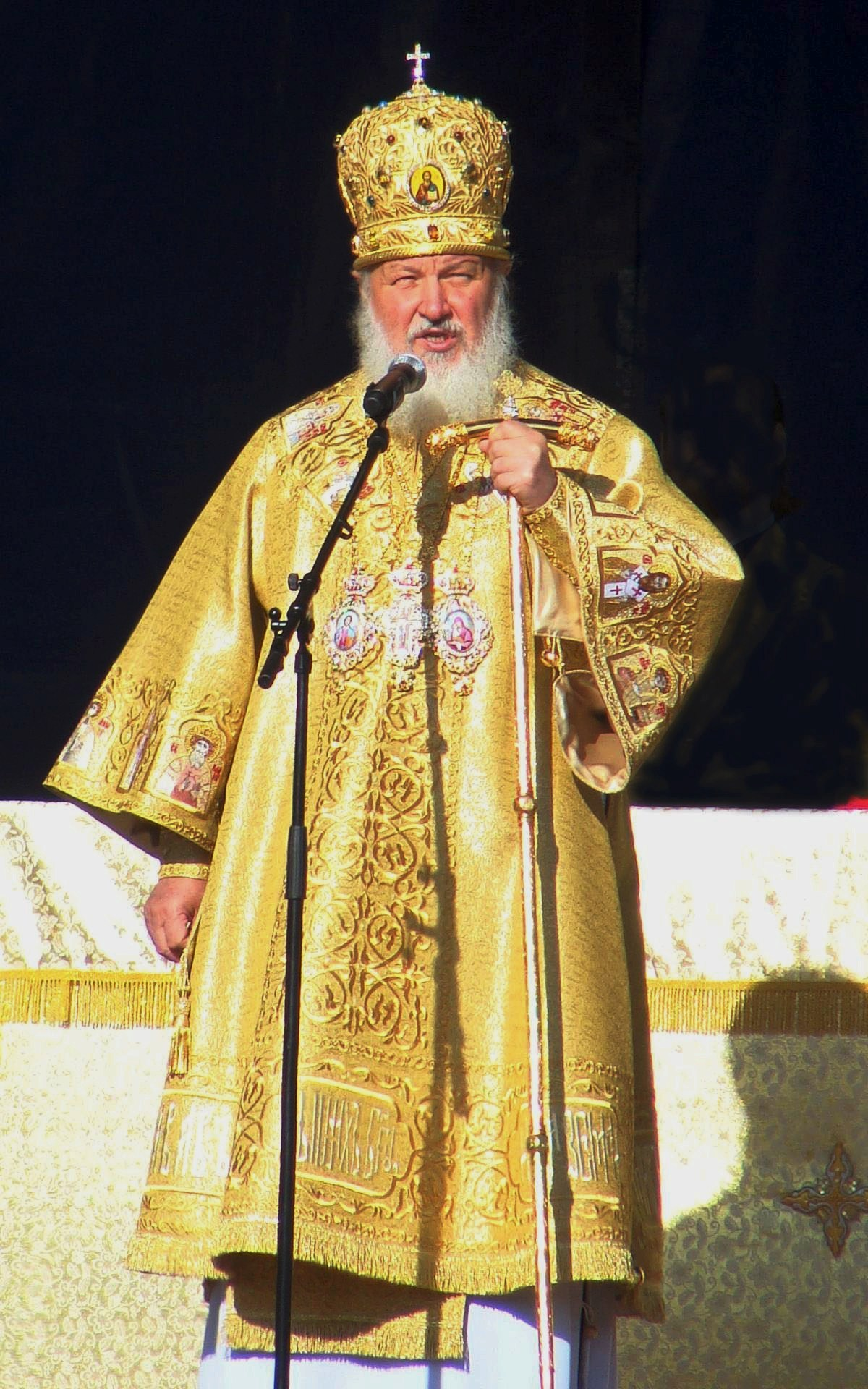
Patriarch Kyrill I. von Moskau mit Stephanos und Sakkos

Russische orthodoxe Mitra um 1650

Der Stephanos (von griechisch στέϕανος für „Krone“), auch Mitra (μίτρα) genannt, ist die heute übliche rein liturgische Kopfbedeckung der Bischöfe und Patriarchen vieler Orthodoxer und Katholischer Ostkirchen. Mancherorts tragen auch andere ostkirchliche Würdenträger, z. B. Erzpriester und Archimandriten (Oberer eines ostkirchlichen Klosters bzw. Ehrentitel für unverheiratete Priester), ehrenhalber den Stephanos.
Im armenischen Ritus benutzen die Priester in der Liturgie eine kronenförmige Kopfbedeckung (Sałavart, „Helm“), Katholikoi, Patriarchen und Bischöfe hingegen tragen eine Mitra lateinischer Art.

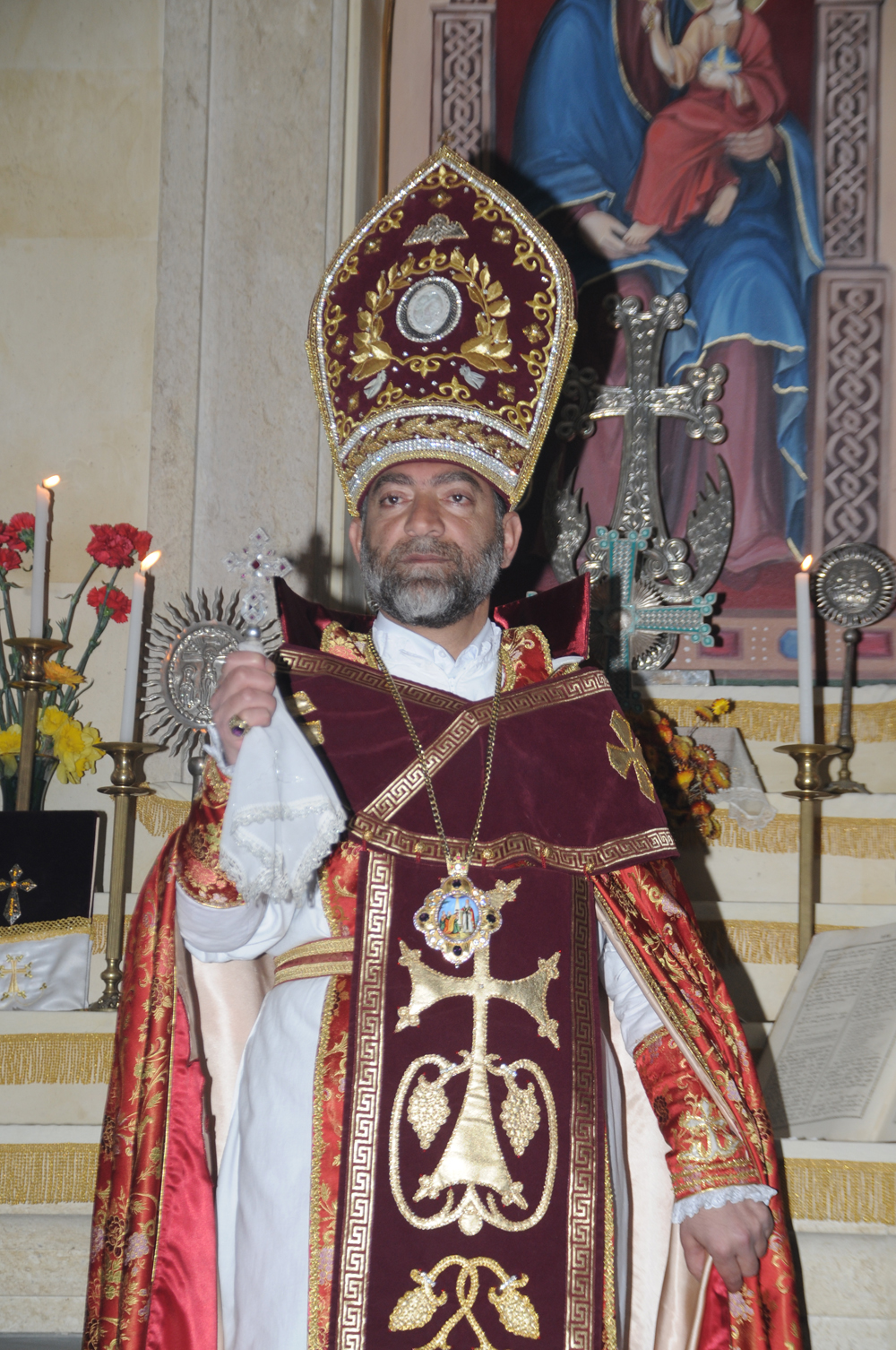
Armenisch-orthodoxer Bischof mit Mitra

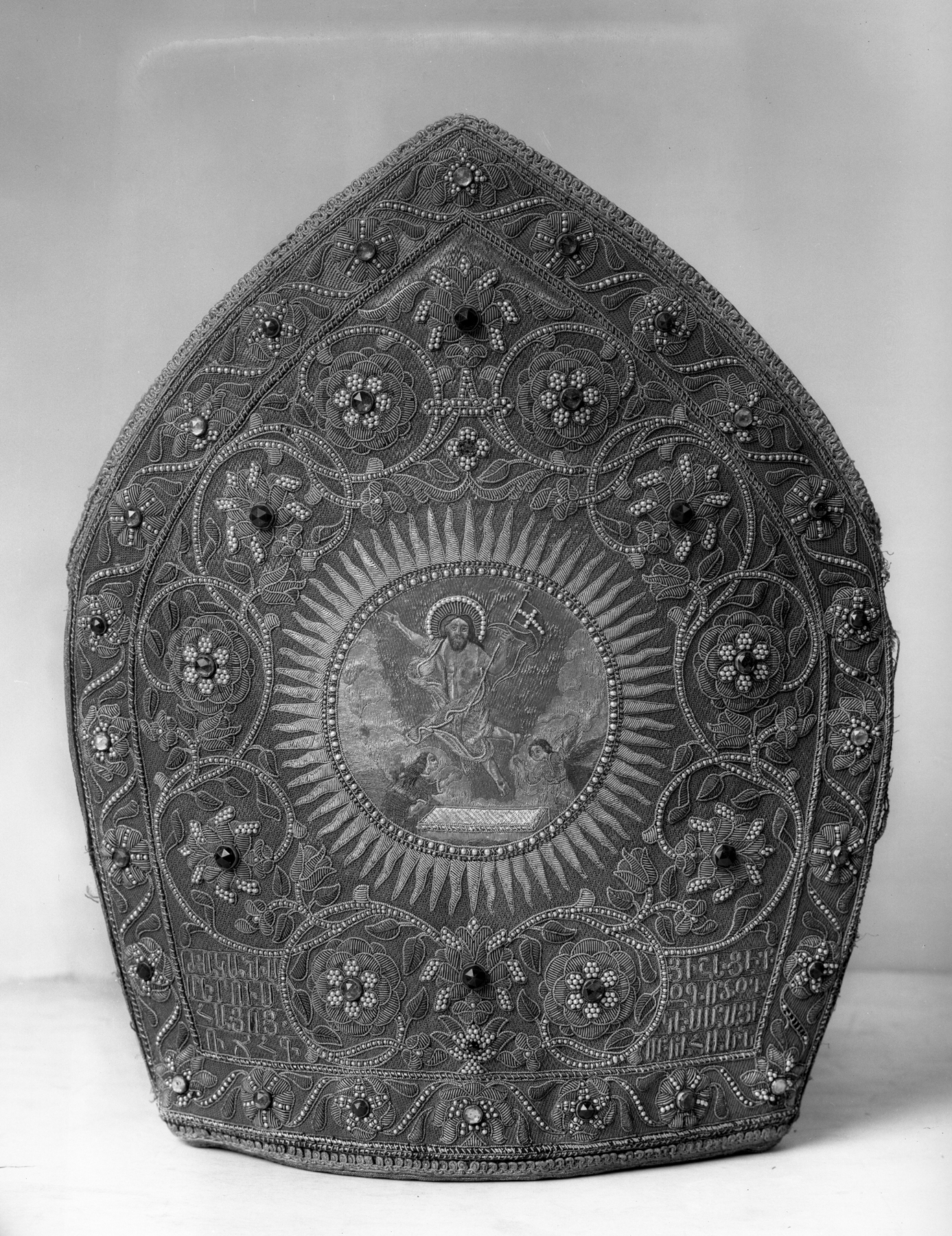
Armenisch-orthodoxe Mitra, Kleinasien, 18. Jh.

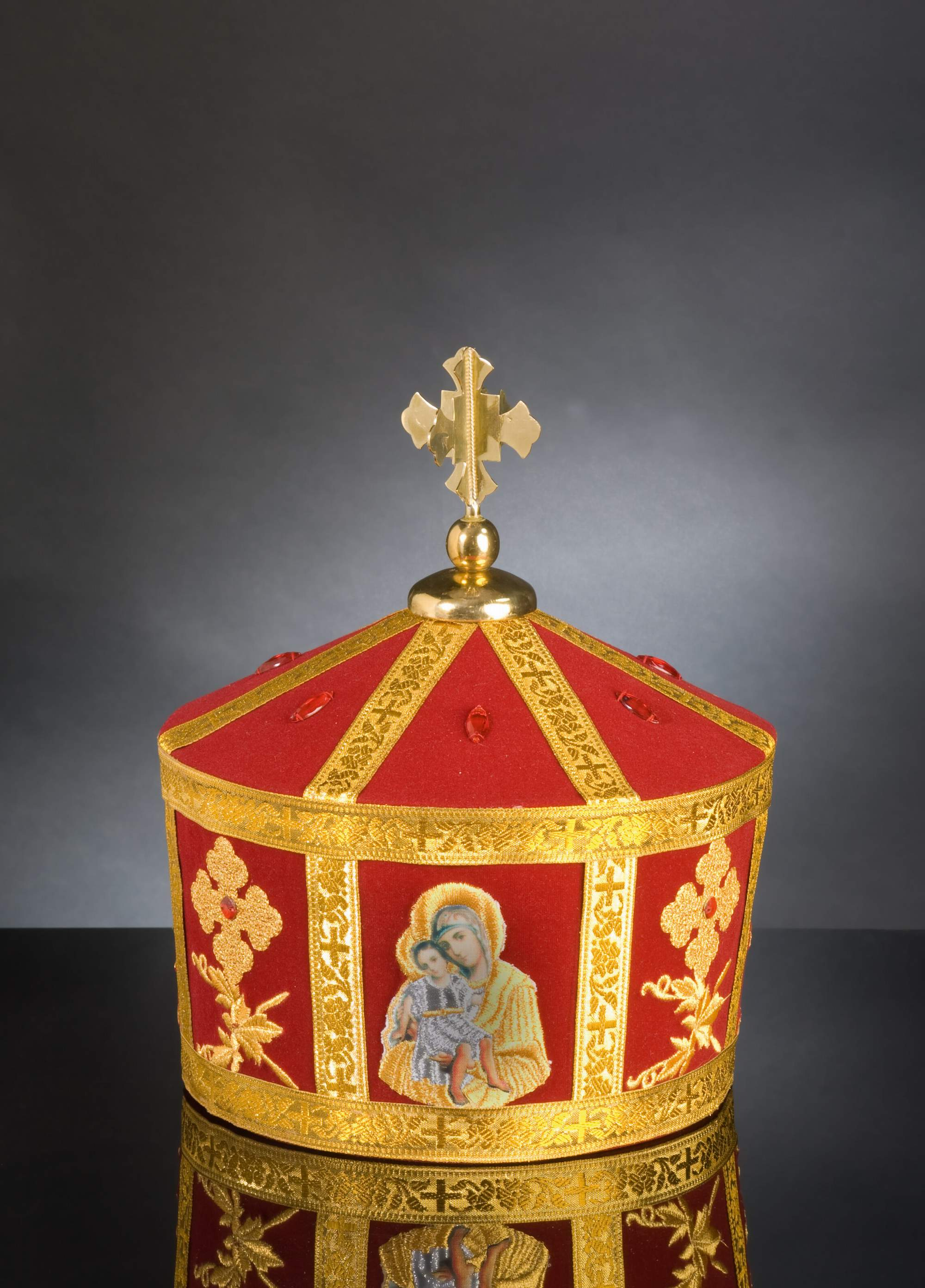
Armenisch-orthodoxer Priesterhut Sałavart

In Verwendung und Bedeutung ist der Stephanos der Mitra gleichgesetzt. Somit zählt er ebenfalls zu den Pontifikalien.

## Aussehen und Form
Der heutige Stephanos ist eine kugelförmige geschlossene Krone. Er ist zumeist mit Edelsteinen geschmückt und wird von vier Zierstreifen überkreuzt. Am Ende jedes dieser Streifen ist normalerweise eine Ikone angebracht. Neben reinem Gold werden für Stephanos-Mitren auch farbige Stoffe, vor allem aus Seide (als Brokat- oder Damaststoff), verwendet. Dieser ist meist mit aufwendigen Stickereien verziert.
Je nach Träger ist auf der Oberseite der Krone ein Kreuz, liegend oder stehend, angebracht (siehe unten), das gegebenenfalls bei Anwesenheit eines ranghöheren Bischofs abgenommen wird.

## Geschichte
Der Stephanos ist der imperialen Krone des späten Byzantinischen Reiches nachempfunden. So wurde sie von ostkirchlichen Patriarchen erst nach dem Fall von Konstantinopel (1453) getragen. Während des darauf folgenden Millet-Systems im Osmanischen Reich trug allen voran der Patriarch von Konstantinopel als Vorsteher des Orthodoxen Millets den Stephanos gemeinsam mit anderen Insignien wie dem Sakkos und dem Epigonation auch als Zeichen der übertragenen weltlichen Herrschaftsgewalt. Gewöhnliche Bischöfe folgten diesem Vorbild erst in der Neuzeit. Noch 1620 wurde ein Bischof abgesetzt, weil er es gewagt hatte, im Gottesdienst eine Mitra zu tragen. Nichtbischöfen wurde der Stephanos erst spät in der slavischen Orthodoxie als Ehrenzeichen zugestanden. Ab 1666 verleiht der russische Zar Archimandriten das Recht auf eine Mitra, in der Folgezeit auch auf Protopresbyter ausgedehnt. Erstmals verlieh 1786 die russische Kaiserin Katharina die Große eine Mitra ihrem Beichtvater Johannes Pamfilov. Bei den Griechen wurde es ab Patriarch Gerasimos III. (1794–1797) zur allgemeinen Übung, dass Bischöfe die kronenförmige Mitra verwenden, sogar bei Konzelebration miteinander. Heute verzichten nur noch die Bischöfe des Ökumenischen Patriarchats auf die Mitra, wenn sie mit dem Ökumenischen Patriarchen konzelebrieren.

## Besonderheiten
Hinsichtlich des Kreuzes auf dem Stephanos gibt es verschiedene Traditionen. In allen Kirchen gilt gleichermaßen, dass nur Bischöfe und höhere Amtsträger ein Kreuz auf der Krone tragen, wobei dieses in den griechischen Riten immer aufrecht steht. In der russischen Tradition hingegen liegt das Kreuz bei einfachen Bischöfen flach auf der Stephanos, während es bei Erzbischöfen und höheren Klerikern aufrecht steht.